# Bisdom Sete Lagoas
Het bisdom Sete Lagoas (Latijn: Dioecesis Septemlacunensis) is een rooms-katholiek bisdom met als zetel Sete Lagoas, in Brazilië. Het bisdom is suffragaan aan het aartsbisdom Belo Horizonte.

## Geschiedenis
Het bisdom werd opgericht op 16 juli 1955, uit delen van de aartsbisdommen Belo Horizonte en Diamantina. 

## Parochies
Het bisdom had in 2020 een oppervlakte van 12.153 km2 en telde 476.069 inwoners waarvan 74,1% rooms-katholiek was.

## Bisschoppen
- José de Almeida Batista Pereira (7 november 1955 - 2 april 1964)
- Daniel Tavares Baeta Neves (4 juni 1964 - 8 juli 1980)
- José de Lima (7 juni 1981 - 27 oktober 1999)
- Guilherme Porto (27 oktober 1999 - 20 september 2017; coadjutor sinds 15 juli 1998)
- Aloísio Jorge Pena Vitral (20 september 2017 - 10 juni 2020)
- Francisco Cota de Oliveira (10 juni 2020 - heden)

Belo Horizonte (aartsbisdom) · Divinópolis · Luz · Oliveira · Sete Lagoas